# Montagny-près-Louhans
Montagny-près-Louhans település Franciaországban, Saône-et-Loire megyében. Lakosainak száma 496 fő (2022. január 1.). Montagny-près-Louhans Saint-Usuge, Le Fay, Louhans és Ratte községekkel határos.

## Népesség
A település népességének változása:
| Lakosok száma | 462  | 446  | 452  | 454  | 470  | 485  | 491  | 494  | 496  |
|               | 2013 | 2015 | 2016 | 2017 | 2018 | 2019 | 2020 | 2021 | 2022 |